# Royal Never Give Up
Royal Never Give Up (RNG) là một tổ chức thể thao điện tử Trung Quốc có đội Liên Minh Huyền Thoại thi đấu tại LPL. Tổ chức được thành lập vào tháng 5 năm 2015. RNG vô địch LPL Playoffs mùa xuân 2016, LPL Playoffs mùa xuân 2018 và LPL Playoffs mùa hè 2018, và là quán quân của MSI 2018, MSI 2021 và MSI 2022. Tổ chức này cũng có một đội Dota 2 đã tham gia The International 2019.

## Liên Minh Huyền Thoại

### Thành tích
- Hạng 1 — 2018 Mid-Season Invitational
- Hạng 1 — 2018 Vòng Playoffs của LPL mùa xuân
- Hạng 1 — 2016 LPL mùa xuân
- Hạng 3-4 — 2016 Mid-Season Invitational
- Hạng 2 — 2016 LPL mùa hè
- Hạng 5-8 — 2016 Chung kết thế giới
- Hạng 3-4 — 2017 Chung kết thế giới
- Hạng 1 — 2021 Mid-Season Invitational
- Hạng 1 — 2022 Mid-Season Invitational

## Dota 2

### Đội hình hiện tại
| Quốc tịch  | ID    | Tên            | Vị trí |
| ---------- | ----- | -------------- | ------ |
| Trung Quốc | Monet | Du Peng        | 1      |
| Trung Quốc | Setsu | Gao Zhenxiong  | 2      |
| Trung Quốc | Flyby | Su Lei         | 3      |
| Trung Quốc | LaNm  | Zhang Zhicheng | 4      |
| Malaysia   | ah fu | Tue Soon Chuan | 5      |
| Trung Quốc | Super | Xie Junhao     | Coach  |

### Thành tích
- Hạng 9-12: EPICENTER Major (26/06/2019)
- Vô địch: WePlay! Dota 2 Tug of War: Dire Asia (02/06/2019)
- Hạng 7-8: OGA Dota PIT Minor 2019 (27/04/2019)
- Hạng 7-8: StarLadder ImbaTV Dota 2 Minor Season 1 (09/03/2019)
- Hạng 5-6: MDL Macau 2019 (23/022019)
- Á quân: DreamLeague Season 11 China Open Qualifier #1 (25/01/2019)
- Á quân: MDL Macau 2019 China Qualifier (03/01/2019)
- Hạng 3-4: DreamLeague Season 10 (04/112018)
- Vô địch: DreamLeague Season 10 China Qualifier (26/09/2018)
- Á quân: The Kuala Lumpur Major China Open Qualifier #1 (13/09/2018)
- Hạng 7-8: The International 2019 (08/2019).